# Bob (coletânea)
Bob é a nona coletânea do músico norte-americano "Weird Al" Yankovic, lançado em 2005 pela gravadora Scott Bros.. Na capa do CD há várias imagens que são faladas na faixa-título.
| Críticas profissionais                                                      | Críticas profissionais |
| Avaliações da crítica                                                       | Avaliações da crítica  |
| Fonte                                                                       | Avaliação              |
| --------------------------------------------------------------------------- | ---------------------- |
| Allmusic                                                                    | [ 1 ]                  |
| Esta tabela precisa de ser acompanhada por texto em prosa. Consulte o guia. |                        |

## Faixas
1. "Bob" (Extended Version) - 5:02
2. "It's Still Billy Joel To Me" - 2:36
3. "Pac Man" - 2:29
4. "I Love Rocky Road (demo)" - 2:40
5. "Ricky" - 2:32
6. "Couch Potato" - 4:19
7. "Callin' in Sick" - 3:40
8. "Couch Potato (Single Version)" - 2:10
9. "UHF" - 4:06
10. "Dare to Be Stupid" - 3:25